# Paraponera clavata
Paraponera clavata (Fabricius, 1775) è una formica appartenente alla sottofamiglia Paraponerinae. È l'unica specie vivente del genere Paraponera. 
Il suo habitat è nelle zone umide della foresta pluviale che si estende dal Nicaragua fino all'Honduras e al Paraguay.
Viene chiamata formica proiettile oppure, dalle popolazioni locali, hormiga veinticuatro cioè "formica 24 (ore)" a causa del dolore provocato dal veleno iniettato dalla puntura, che dura appunto 24 ore ed è paragonabile al dolore provocato da un proiettile che colpisce un arto.

## Descrizione
È una formica di grandi dimensioni, con operaie di 18–25 mm. Le regine sono leggermente più grandi. 

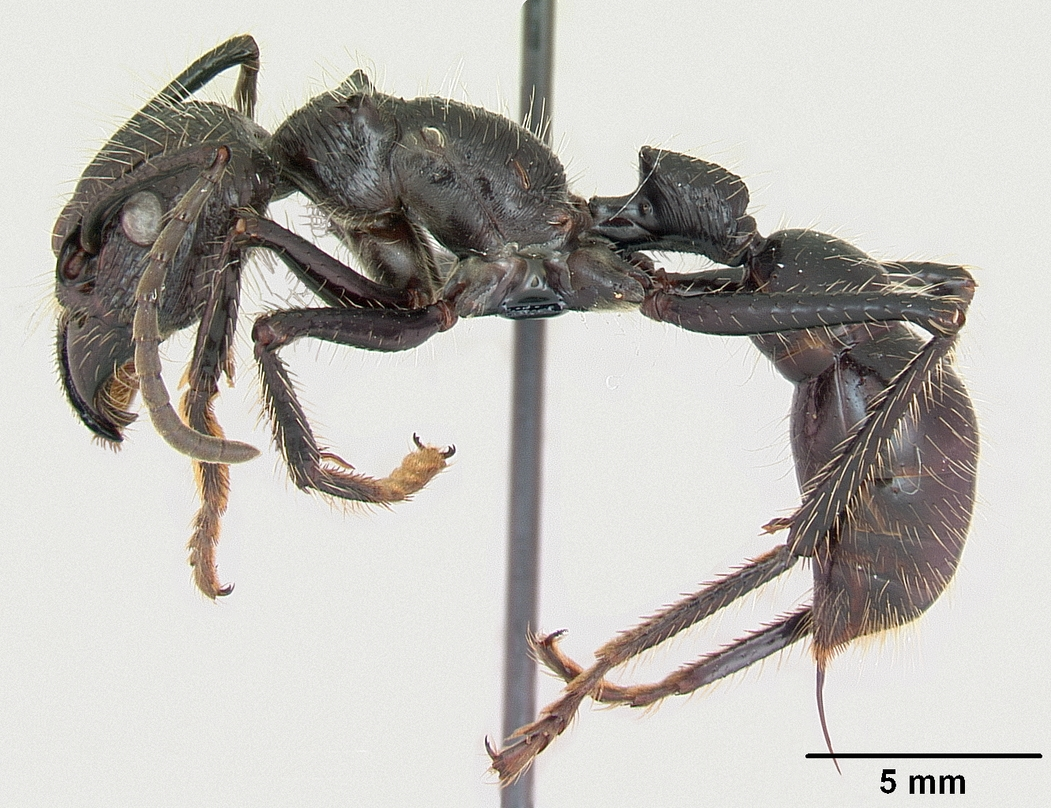
Visione laterale
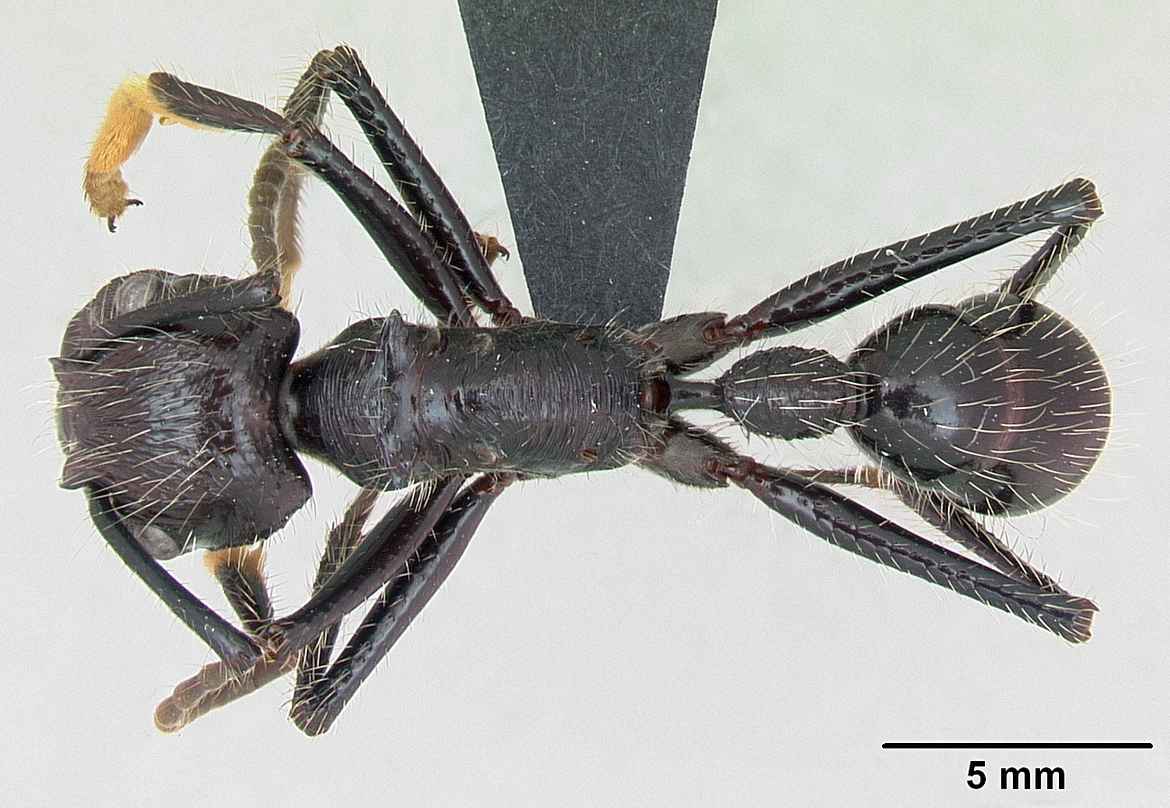
Visione dorsale
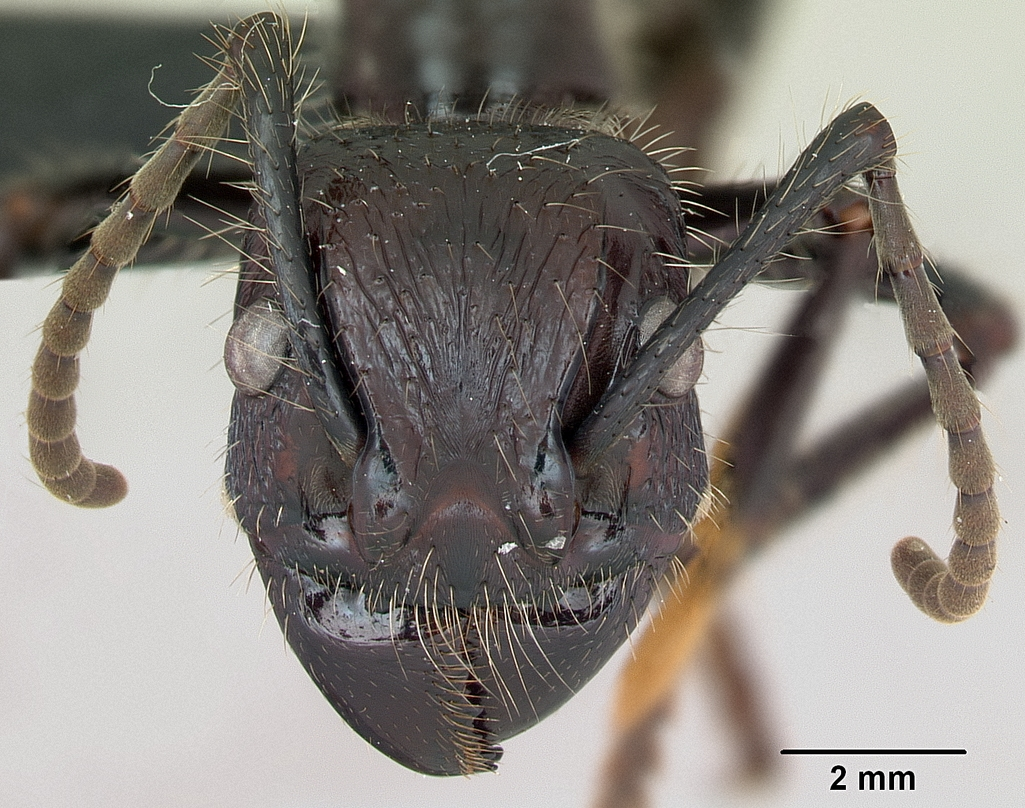
Capo

## Biologia
Le Paraponera clavata sono grandi predatrici che foraggiano a tutte le altezze della chioma in cerca di prede e nettare floreale. Le colonie possono superare il numero di 2.000 operaie.

## Distribuzione e habitat
La specie è diffusa in Ecuador, Brasile, Bolivia, Colombia, Perù, Suriname, Paraguay, Guiana francese, Guyana, Honduras, Nicaragua, Panama e Costa Rica. È solita formare colonie nel terreno alla base degli alberi anche se a volte costruisce nidi arboricoli.

## Interazioni con l'uomo

### Punture
Il dolore associato alla puntura della Paraponera clavata raggiunge il livello più elevato, ovvero 4, nella scala del dolore delle punture di insetto di Schmidt, che lo descrive come «Puro, intenso, brillante. Come camminare sui carboni ardenti con un chiodo arrugginito lungo 8 centimetri piantato nel tallone». Il dolore perdura per 24 ore e viene paragonato all'essere colpiti da un proiettile (da cui il nome dell'insetto). La poneratossina, un peptide neurotossico paralizzante isolato dal veleno, colpisce i canali del sodio bloccando la trasmissione sinaptica nel sistema nervoso centrale. Dopo la puntura segue un periodo di 3-5 ore in cui il dolore è tale da non consentire di compiere alcun movimento complesso. La mente rimane totalmente annebbiata e concentrata sul dolore fino a quando, diverse ore dopo l’inoculazione della tossina, la sofferenza diventa solo vagamente tollerabile, lasciando un po’ di spazio per respirare e per recuperare la salute mentale.

### Riti d'iniziazione
Gli indigeni Mawè in Brasile usano le formiche proiettile (o per meglio dire, la loro puntura) come parte del loro rito d'iniziazione per diventare guerrieri. Le formiche vengono prima rese incoscienti mediante immersione in un preparato sedativo naturale, poi ne vengono intrecciate centinaia in guanti fatti di foglie (vagamente simili a guanti da forno) con il pungiglione rivolto verso l'interno. Quando le formiche tornano coscienti, il ragazzo infila le mani nei guanti. L'obiettivo del rito è tenere per 5 minuti i guanti. Una volta finito, a causa delle punture, le mani e parte del braccio del ragazzo rimarranno temporaneamente paralizzate e per giorni potrebbero rimanere in preda di tremori incontrollabili. L'unica ''protezione'' prevista è ricoprire le mani di uno strato di carbone, che i nativi suppongono possa confondere le formiche ed evitare le punture. Per completare l'iniziazione, il ragazzo deve ripetere il rito per un totale di venti volte in alcuni mesi oppure anni.